# Dinner with Gershwin
«Dinner with Gershwin» (с англ. — «Ужин с Гершвином») — песня, записанная американской певицей Донной Саммер для её альбома All Systems Go. Продюсерами песни выступили Ричард Перри и Бренда Расселл, последняя же является и автором песни.
Песня стала первым синглом в поддержку альбома, а также первым музыкальным материалом представленным артисткой почти за три года после перерыва. Сингловая версия песни подверглась небольшим изменениям. Удлинённая версия сингла выпускалась с не издававшимся на альбоме треком «Tearin’ Down the Walls» на обратной стороне.
Сингл достиг 48 позиции в чарте Billboard Hot 100, а также вошёл в топ-20 чартов Великобритании и Ирландии.
С данной песней Донна Саммер впервые появилась на передаче Top of the Pops.
Сама автор песни Бренда Расселл записала версию для своего альбома Kiss Me with the Wind в 1990 году.

## Чарты
| Чарт (1987)                                        | Высшая позиция |
| -------------------------------------------------- | -------------- |
| Великобритания (OCC UK Singles)                    | 13             |
| Ирландия (IRMA)                                    | 13             |
| Испания (Los 40 Principales)                       | 19             |
| Испания (PROMUSICAE)                               | 43             |
| Италия (Musica e dischi)                           | 23             |
| Нидерланды (Dutch Top 40)                          | 34             |
| Нидерланды (Single Top 100)                        | 43             |
| США (Billboard Dance Club Songs)                   | 13             |
| США (Billboard Hot 100)                            | 48             |
| США (Billboard Hot Dance Music/Maxi-Singles Sales) | 16             |
| США (Billboard Hot R&B/Hip-Hop Songs)              | 10             |